# Quartier Necker
Quartier Necker är Paris 58:e administrativa distrikt, beläget i femtonde arrondissementet. Distriktet är uppkallat efter Hôpital Necker, ett sjukhus grundat år 1778 av Madame Necker.
Femtonde arrondissementet består även av distrikten Saint-Lambert, Grenelle och Javel.

## Sevärdheter
- Saint-Jean-Baptiste-de-La-Salle
- Chapelle Saint-Bernard-de-Montparnasse
- Chapelle Notre-Dame-du-Lys
- Musée Bourdelle
- Square Necker

## Bilder
| - De fyra administrativa distrikten i Paris femtonde arrondissement. - Saint-Jean-Baptiste-de-La-Salle. - Square Necker. |

## Kommunikationer
- Tunnelbana – linjerna   – Pasteur